# Acacia chariessa
Acacia chariessa é uma espécie de leguminosa do gênero Acacia, pertencente à família Fabaceae.